# Syrrhopodon
Syrrhopodon är ett släkte av bladmossor. Syrrhopodon ingår i familjen Calymperaceae.

## Dottertaxa tillSyrrhopodon, i alfabetisk ordning[1]
- Syrrhopodon africanus
- Syrrhopodon albo-vaginatus
- Syrrhopodon annotinus
- Syrrhopodon aristifolius
- Syrrhopodon armatispinosus
- Syrrhopodon armatissimus
- Syrrhopodon armatus
- Syrrhopodon asper
- Syrrhopodon autotomaius
- Syrrhopodon bartramii
- Syrrhopodon brasiliensis
- Syrrhopodon chenii
- Syrrhopodon ciliatus
- Syrrhopodon circinatus
- Syrrhopodon clavatus
- Syrrhopodon confertus
- Syrrhopodon crenulatus
- Syrrhopodon croceus
- Syrrhopodon cryptocarpus
- Syrrhopodon cuneifolius
- Syrrhopodon curticancellinatus
- Syrrhopodon cymbifolius
- Syrrhopodon cyrtacanthos
- Syrrhopodon disciformis
- Syrrhopodon elatus
- Syrrhopodon elongatus
- Syrrhopodon erubescens
- Syrrhopodon fimbriatus
- Syrrhopodon fissipapillatus
- Syrrhopodon flammeonervis
- Syrrhopodon flavifolius
- Syrrhopodon flexifolius
- Syrrhopodon fraserianus
- Syrrhopodon gardneri
- Syrrhopodon gaudichaudii
- Syrrhopodon graminifolius
- Syrrhopodon hainanensis
- Syrrhopodon helicophyllus
- Syrrhopodon hispidissimus
- Syrrhopodon hongkongensis
- Syrrhopodon hornschuchii
- Syrrhopodon incompletus
- Syrrhopodon involutus
- Syrrhopodon isthmi
- Syrrhopodon japonicus
- Syrrhopodon kiiense
- Syrrhopodon laevis
- Syrrhopodon lamprocarpus
- Syrrhopodon lanceolatus
- Syrrhopodon langbianensis
- Syrrhopodon leprieurii
- Syrrhopodon ligulatus
- Syrrhopodon loreus
- Syrrhopodon lycopodioides
- Syrrhopodon mahensis
- Syrrhopodon mammillosus
- Syrrhopodon mauritianus
- Syrrhopodon meijeri
- Syrrhopodon muelleri
- Syrrhopodon obuduensis
- Syrrhopodon orientalis
- Syrrhopodon parasiticus
- Syrrhopodon peguensis
- Syrrhopodon perangustifolius
- Syrrhopodon perarmatus
- Syrrhopodon perdusenii
- Syrrhopodon phragmidiaceus
- Syrrhopodon pilulifer
- Syrrhopodon planifolius
- Syrrhopodon platycerii
- Syrrhopodon prolifer
- Syrrhopodon pulcher
- Syrrhopodon rigidus
- Syrrhopodon rodriguezii
- Syrrhopodon rupestris
- Syrrhopodon sarawakensis
- Syrrhopodon semicircularis
- Syrrhopodon semiliber
- Syrrhopodon simmondsii
- Syrrhopodon sinii
- Syrrhopodon spiculosus
- Syrrhopodon stenophyllus
- Syrrhopodon steyermarkii
- Syrrhopodon stoneae
- Syrrhopodon strigosus
- Syrrhopodon stuhlmannii
- Syrrhopodon subdisciformis
- Syrrhopodon terebellum
- Syrrhopodon texanus
- Syrrhopodon theriotii
- Syrrhopodon tixieri
- Syrrhopodon tjibodensis
- Syrrhopodon tortilis
- Syrrhopodon trachyphyllus
- Syrrhopodon tristichus
- Syrrhopodon viguieri
- Syrrhopodon virgulicola
- Syrrhopodon xanthophyllus